# 生產人民黨
生產人民黨是一个中华民国大陆时期的中左翼政党，正式成立于1933年11月24日，為中華共和國人民革命政府的執政黨，前后仅存在50余天。

## 历史

### 形成背景
1931年，九一八事变爆发。此后，蔣中正的安内攘外政策逐渐引起了國民革命軍第十九路軍、第三党和中国国民党内反蒋抗日势力的不满。一·二八事變后，十九路軍领导层陳銘樞、李济深先后下野。下野后，陳銘樞去了欧洲考察，期间开始认真考虑组建新党、新政府及联共反蒋。1933年初，陈銘樞已与黄琪翔达成“不应再与红军打仗”的共识。5月，陈铭枢返回香港，随后与李济深商讨以驻福建的十九路军为基础，联合第三党和国民党内的反蒋抗日派，同时争取广西、广东及中国共产党方面的支持。

### 福建事变
1933年11月20日福建事變後，領導事變的蔣光鼐、蔡廷鍇、陳銘樞、李濟深、黃琪翔等人召開會議，決定解散或脫離原有的黨派，以集體簽名的方式共同組織生產人民黨。會議通過了《生產人民黨總綱草案》，並公推陳銘樞為總書記。11月24日，生产人民党正式成立。會後，當時在福建的中國國民黨反蒋派、已解散的第三黨成員、少數中國共產黨脫黨分子和十九路軍部分軍官均參加了生產人民黨。生產人民黨成立後，並沒有開展大的活動。应生产人民党要求，中国共产党曾派张云逸等人为红军驻福州代表。福建事變失敗之际，該黨总部轉移到香港，1934年1月中旬自行解散。
生产人民党实际上只设置过两个基层组织，一个是闽西南分部，由徐名鸿负责，另一个是漳州军官团独立支部，由余华沐领导。

### 引用
1. ↑  章林 2006，第33頁.
2. ↑  曹绪飞 2005，第55頁.
3. ↑  张洁 1990，第79頁; 曹绪飞 2005，第55頁.
4. ↑  章林 2006，第32頁; 郑澄桂 1993，第21頁.
5. ↑  张洁 1990，第77頁.
6. ↑  张秋炯 1995，第44頁; 王志刚 2016，第40頁; 郭秀仪 2004，第30頁.
7. ↑  张洁 1990，第77頁; 王志刚 2016，第40頁.
8. 1 2  王志刚 2016，第40頁.
9. ↑  郭秀仪 2004，第30頁.
10. ↑  陳耀煌 2013，第96頁.
11. ↑  生產人民黨總綱草案 的存檔，存档日期2007-03-11.
12. ↑  .   [2021-11-27]. （原始内容存档于2020-01-14）.